# 隐山 (桂林)
隐山本名盘龙岗，又称招隐山，位于桂林市西山公园内，西湖东边，湘桂铁路西测，为一小山峰。

## 历史
该山为唐朝李渤就任桂管观察使时开辟。其时该山环绕于一面积达700多亩的大湖当中。至元朝初年，湖泊废置，垦为农田，隐山仍独秀其间。

## 名胜
该山有十余处溶洞，其中有“隐山六洞”，为朝阳、白雀、嘉莲、夕阳、南华、北牖。山上有华盖庵，有十六尊者石刻。

## 外部連結
[在维基数据编辑]
 《欽定古今圖書集成·方輿彙編·山川典·隱山部》，出自陈梦雷《古今圖書集成》